# Гросенерих
Гросенерих (њем. Großenehrich) град је у њемачкој савезној држави Тирингија. Једно је од 50 општинских средишта округа Кифхојзер. Према процјени из 2010. у граду је живјело 2.738 становника. Посједује регионалну шифру (AGS) 16065084.

## Географски и демографски подаци
Гросенерих се налази у савезној држави Тирингија у округу Кифхојзер. Град се налази на надморској висини од 240 метара. Површина општине износи 63,3 km². У самом граду је, према процјени из 2010. године, живјело 2.738 становника. Просјечна густина становништва износи 43 становника/km².